# ГАЕС Ліммерн
ГАЕС Ліммерн (нім. Kraftwerke Linth-Limmern) — гідроелектростанція у центральній частині Швейцарії. Належить до верхнього ступеня гідровузла, створеного у верхів'ях річки Лінт (через Цюрихське озеро, Ліммат та Ааре належить до басейну Рейну) на ресурсах північного схилу Гларнських Альп.
У 1950-х роках на Ліммеренбах (правий витік Лінту) спорудили водосховище Ліммернзе площею поверхні 1,36 км2 та об'ємом 92 млн м3, яке утримує бетонна аркова гребля висотою 146 метрів, довжиною 370 метрів, товщиною від 9 (по гребеню) до 25 метрів, на будівництво якої витратили 553 тис. м3 матеріалу. Тоді ж у верхів'ях струмка Муттбах (права притока Ліммеренбах) створили допоміжне водосховище Муттзе об'ємом 9 млн м3. Воно розташовувалось більш ніж на 0,5 км вище від Ліммернзе, але цей перепад використовувався лише малою електростанцією потужністю 4,4 МВт.
На початку 21-го століття зростання відновлюваної енергетики та, як наслідок, попиту на акумуляцію енергії призвели до виникнення проєкту ГАЕС, яка б працювала на основі зазначених двох сховищ. Під час його реалізації об'єм Muttsee суттєво наростили — до 23 млн м3 при площі поверхні 0,64 км2. Тепер його утримує бетонна гравітаційна гребля висотою 35 метрів, довжиною 1050 метрів, товщиною від 4 (по гребеню) до 27 метрів, на спорудження якої пішло 225 тис. м3 матеріалу. Також різниця між максимальними рівнями поверхні Limmernsee та Muttsee зросла від 589 до 617 метрів.
Машинний зал станції, розташований неподалік нижнього резервуара, споруджений у підземному виконанні та має розміри 149,9х30,6 метра при висоті 53 метри. Для доступу до нього з долини Лінту проклали тунель довжиною 4 км та діаметром 8 метрів, обладнаний підіймачем. На станції встановлено чотири оборотні турбіни потужністю по 250 МВт (як у турбінному, так і насосному режимах). Для розміщення трансформаторів споруджено окремий підземний зал розмірами 131,3х21,5 метра при висоті 24,3 метра.
Станцію під'єднано до мережі за допомогою ЛЕП, що використовує напругу 380 кВ.
Перші два гідроагрегати введено в експлуатацію у 2016 році, ще два планується запустити у 2017-му.